# Supercouple

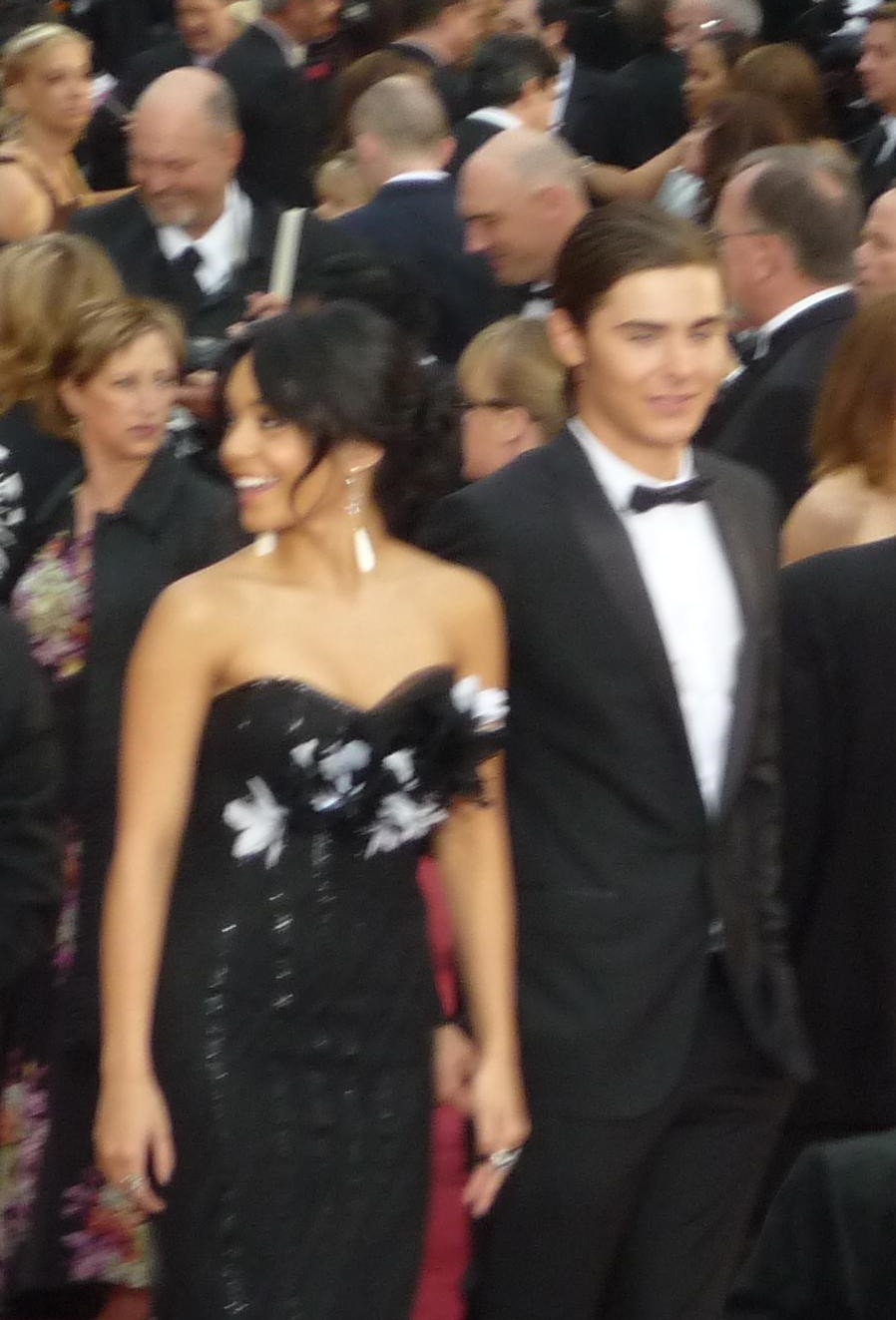
Zac Efron et Vanessa Hudgens, à la 81e cérémonie des Oscars le 22 février 2009.

Un supercouple ou un power couple sont des expressions anglophones qui expriment la popularité ou la richesse d'un couple qui passionne le public d'une manière intense et parfois obsessionnelle. Ces deux expressions proviennent des États-Unis et ont été inventées dans les années 1980 lorsque le public s'est pris d'une passion intense pour un couple de fiction, celui formé par Luke Spencer et Laura Webber dans le soap opéra Hôpital central,,,.

## Définition
Le terme « supercouple » définit la popularité ou la richesse d'un couple admiré par le monde entier d'une façon intense ou parfois même obsessionnelle et qui rejoint, ou cristallise, les attentes de la société,.
Le terme est apparu pour la première fois en 1981 avec le couple de fiction Luke Spencer et Laura Webber dans le soap opéra Hôpital central,. Les magazines disent alors que le couple est un modèle pour les autres couples de fiction dans les soap opéras,.
On peut également parler de « power couples », les stars hollywoodiennes participant à une forme de conquête du pouvoir en binôme. Cela peut parfois être de simples intérêts mutuels, le journal allemand Bunte ayant par exemple révélé  que le couple formé par David Copperfield et Claudia Schiffer était en réalité uniquement formé pour mutualiser leur popularité respectives en Amérique et en Europe. Dans un star-system à la notoriété éphémère, un supercouple permet en effet d'accélérer la notoriété et la visibilité médiatique des deux personnalités, voire séduire une partie précise de la population (le couple Jennifer Lopez et Ben Affleck alliant à la fois la communauté latino et blanche américaine).

## Listes
Les tabloids et les médias se concentrent alors sur les couples populaires ou riches, hétérosexuels ou homosexuels, et les qualifient de supercouple. Par exemple, en 2002, Ben Affleck et Jennifer Lopez était un supercouple et était surnommé « Bennifer », puis le couple Brad Pitt et Angelina Jolie, surnommés « Brangelina », est un supercouple,. 

### Anciens supercouples aux États-Unis
- Jonathan et Jennifer Hart[7] ;
- Johnny Depp et Vanessa Paradis[7] ;
- Robert Pattinson et Kristen Stewart[7] ;
- Brad Pitt et Angelina Jolie[7] ;
- Ashton Kutcher et Demi Moore[7] ;
- David Copperfield et Claudia Schiffer[7] ;
- Rupert Murdoch et Wendi Deng[7] ;
- Arnold Schwarzenegger et Maria Shriver[7] ;
- Eva Longoria et Tony Parker[7] ;
- Bill et Melinda Gates[7] ;

### Supercouples actuels aux États-Unis
- Beyoncé Knowles et Jay-Z[7] ;
- Victoria et David Beckham[7] ;
- Bill et Hillary Clinton[7] ;
- Michelle et Barack Obama[7] ;